# Jean Richard
Jean François Henri Richard (Bessines, 18 aprile 1921 – Senlis, 12 dicembre 2001) è stato un attore e direttore di circo francese.

## Biografia
Diplomato nel 1947 al Conservatoire national supérieur d'art dramatique, partecipò ad oltre ottanta film, ed è rimasto famoso per il ruolo del commissario Maigret nella serie televisiva Les enquêtes du commissaire Maigret, andata in onda per oltre vent'anni su ORTF e, successivamente, su Antenne 2. 
Negli anni '50 partecipò a dei gala organizzati dal circo Medrano, poi fondò negli anni 1957-1958 il suo  Circo Jean Richard, grazie ad una collaborazione con le famiglie circensi Grüss e Jeannet. Il 29 gennaio 1972 acquistò il circo Pinder che affidò a suo figlio nel 1978. Per finanziare i suoi progetti, accettò di girare numerosi film, non sempre accolti da un successo di pubblico, ma recitò anche a teatro.
Negli anni 1962, 1965 e 1972, recitò assieme a Georges Guétary in operette firmate da Marcel Achard (1962 - La Polka des lampions), Charles Aznavour (1965 - Monsieur Carnaval) e Françoise Dorin (1972 - Monsieur Pompadour).
È morto di cancro nel 2001.

## Filmografia parziale
- Cinema d'altri tempi, regia di Steno (1953)
- Casta Diva, regia di Carmine Gallone (1954)
- Versailles (Si Versailles m'était conté), regia di Sacha Guitry (1954)
- Allegro squadrone, regia di Paolo Moffa (1954)
- Cheri-Bibi (Il forzato della Guiana) (Chéri-Bibi), regia di Marcello Pagliero (1955)
- Eliana e gli uomini (Elena et les hommes), regia di Jean Renoir (1956)
- A colpo sicuro (Les Truands), regia di Carlo Rim (1957)
- La Peau de l'ours, regia di Claude Boissol (1957)
- La vita a due (La Vie à deux), regia di Clément Duhour (1958)
- Educande al tabarin (Cigarettes, whisky et p'tites pépées), regia di Maurice Régamey (1959)
- Il miliardo l'eredito io (Certains l'aiment... froide), regia di Jean Bastia, Guy Lionel (1960)
- Io... mio figlio e la fidanzata (Les Tortillards), regia di Jean Bastia (1960)
- Mafiosi a Marsiglia (Les Fortiches), regia di Georges Combret (1961)
- La guerra dei bottoni (La Guerre des boutons), regia di Yves Robert (1962)
- Parigi proibita (Du mouron pour les petits oiseaux), regia di Marcel Carné (1963)
- Confetti al pepe (Dragées au poivre), regia di Jacques Baratier (1963)
- Pierino la peste (Bébert et l'omnibus), regia di Yves Robert (1963)
- Come sposare un primo ministro (Comment épouser un premier ministre), regia di Michel Boisrond (1964)
- Per il re, per la patria e per Susanna! (Les Fêtes galantes), regia di René Clair (1965)
- L'or du duc, regia di Jacques Baratier (1965)
- Il commissario non perdona (Sale temps pour les mouches), regia di Guy Lefranc (1966)
- Racconti a due piazze (Le lit à deux places), regia di Jean Delannoy, François Dupont-Midy, Alvaro Mancori, e Gianni Puccini (1966)
- L'amore attraverso i secoli (Le Plus vieux métier du monde), regia di Claude Autant-Lara, Mauro Bolognini (1967)
- O l'ammazzo o la sposo (Bang-Bang), regia di Serge Piollet (1967)
- Il vitalizio (Le Viager), regia di Pierre Tchernia (1972)
- Les enquêtes du commissaire Maigret (1967-1990) - serie tv - 88 episodi

## Doppiatori italiani
- Carlo Romano in Casta Diva
- Sergio Tedesco in Eliana e gli uomini
- Mico Cundari nel Commissario Maigret